# The Good Doctor (2.ª temporada)
A segunda temporada da série de televisão de drama médico The Good Doctor foi ordenada em 7 de março de 2018 pela ABC, teve sua estreia em 24 de setembro de 2018 e foi concluída em 11 de março de 2019 e constituiu em 18 episódios como na temporada anterior. A temporada foi produzida pela Sony Pictures Television e ABC Signature em associação com Shore Z Productions e 3AD Media, com Daniel Dae Kim, Erin Gunn, David Kim e Sebastian Lee como produtores executivos e David Shore servindo como o showrunner e produtor executivo. A temporada foi ao ar na temporada de transmissão de 2018-19 às noites de segunda-feira às 22h00, horário do leste dos EUA.
Essa temporada é marcada pela grande mudança no elenco principal: Beau Garrett, intérprete de Jessica Preston, não retorna para a temporada; Chuku Modu, como Dr. Jared Kalu, deixa a série no episódio de estreia; Will Yun Lee, Fiona Gubelmann, Christina Chang e Paige Spara, intépretes de Alex Park, Morgan Reznick, Audrey Lim e Lea Dilallo, respectivamente, passam a ser membros principais após serem recorrentes na temporada anterior.
A segunda temporada é estrelada por Freddie Highmore como Dr. Shaun Murphy, Nicholas Gonzalez como Dr. Neil Melendez, Antonia Thomas como Dra. Claire Browne, Hill Harper como Dr. Marcus Andrews, Tamlyn Tomita como Allegra Aoki, Will Yun Lee como Dr. Alex Park, Fiona Gubelmann como Dra. Morgan Reznick, Christina Chang como Dra. Audrey Lim, Paige Spara como Lea Dilallo e Richard Schiff como Dr. Aaron Glassman.
A temporada terminou com uma média de 12.20 milhões de espectadores e ficou classificada em 12.º lugar na audiência total e classificada em 12.º no grupo demográfico de 18 a 49 anos.

## Enredo
A série segue Shaun Murphy, um jovem cirurgião autista com síndrome de savant da cidade de tamanho médio de Casper, Wyoming, onde teve uma infância conturbada. Ele se muda para San Jose, Califórnia, para trabalhar no prestigiado Hospital San Jose St. Bonaventure.

## Elenco e personagens
| - Freddie Highmore como Dr. Shaun Murphy - Nicholas Gonzalez como Dr. Neil Melendez - Antonia Thomas como Dra. Claire Browne - Chuku Modu como Dr. Jared Kalu - Hill Harper como Dr. Marcus Andrews - Tamlyn Tomita como Allegra Aoki - Will Yun Lee como Dr. Alex Park - Fiona Gubelmann como Dra. Morgan Reznick - Christina Chang como Dra. Audrey Lim - Paige Spara como Lea Dilallo - Richard Schiff como Dr. Aaron Glassman | - Sheila Kelley como Debbie Wexler - Jasika Nicole como Dr. Carly Lever - Teryl Rothery como J.L. - Sheila Kelley como Debbie Wexler - Lisa Edelstein como Dra. Marina Blaize - Daniel Dae Kim como Dr. Jackson Han - Sharon Leal como Breeze Brown |

Nota
1. ↑  Apenas no primeiro episódio

## Episódios
| N.º na série | N.º na temp. | Título                     | Dirigido por         | Escrito por                                                           | Exibição original       | Audiência (milhões) |
| --- | ------------ | -------------------------- | -------------------- | --------------------------------------------------------------------- | ----------------------- | ------------------- |
| 19 | 1            | "Hello"                    | Mike Listo           | Freddie Highmore                                                      | 24 de setembro de 2018  | 7.35                |
| Em avaliações de desempenho, Andrews, agora presidente do hospital, diz a Shaun para aprender a se comunicar, Claire a ser mais assertiva e Morgan a melhorar seu trabalho em equipe. Jared, trabalhando seu último dia antes de se mudar para Denver, pula o dele. Jared e Shaun dirigem uma clínica móvel e encontram Harry, um mendigo mentalmente instável. Quando Shaun toma o conselho de Jared para passar um tempo com Glassman, que está começando seu tratamento contra o câncer com o Dr. Blaize (sua última contratação antes de ser substituído), isso leva Shaun a diagnosticar Harry com um tumor no cérebro. Shaun tem um avanço na comunicação em persuadir Harry (cujo nome verdadeiro é Edward) a receber tratamento, o que é bem sucedido e permite que ele se reúna com sua família. Shaun se compromete a aguardar Glassman através de seu tratamento. Andrews, seguindo o conselho de Allegra de que Glassman era manipulador, convence Melendez a realizar uma cirurgia cardíaca de risco que poderia elevar o perfil público do hospital. Claire resolve uma complicação e Morgan a incentiva a receber crédito. O procedimento é um sucesso e Claire reconhece sua inovação. Claire muda de ideia e pede para Jared ficar, mas ele diz a ela que ambos serão felizes separados. Ele sai para Denver. Lea inesperadamente cumprimenta Shaun fora de seu apartamento.       |              |                            |                      |                                                                       |                         |                     |
| 20 | 2            | "Middle Ground"            | Steve Robin          | David Shore                                                           | 1 de outubro de 2018    | 7.18                |
| Shaun e Claire ajudam o Dr. Melendez no tratamento de Paul, um zelador do hospital que Shaun diagnosticou com câncer no pâncreas e um ano para viver. A esposa de Paul e os filhos adultos o encorajam a fazer cirurgias arriscadas; Paul concorda, dizendo a Shaun que ele quer agradar a sua família e aconselhando Shaun a mentir quando a verdade é inútil. Paul morre de uma complicação e sua família começa a brigar por ter coagido Paul; Shaun diz a eles que Paul queria a cirurgia. Dr. Lim trata Mara, uma garota americana de dezesseis anos com cicatrizes de mutilação genital feminina, correndo o risco de ignorar deliberadamente a identificação falsa de Mara. Mara experimenta dor extrema, revelando tecido vivo; com seus pais e os Serviços de Proteção à Criança envolvidos, Mara declara a reconstrução em favor da clitoridectomia, mas Lim realiza a reconstrução sem consentimento; Mara aparentemente está satisfeita com o resultado e com a discrição de Lim. Dr. Glassman atrasa a escolha de um neurocirurgião, temendo que ele possa sobreviver, mas sofrer de incapacidade permanente; Por insistência do Dr. Blaize, Glassman é operado. Shaun evita Lea por dias, dizendo a Claire que ele não entende seus próprios sentimentos. Ele diz a Lea que ela o machucou, e ele quer que ela vá embora antes que ela o machuque novamente.                          |              |                            |                      |                                                                       |                         |                     |
| 21 | 3            | "36 Hours"                 | Larry Teng           | Thomas L. Moran                                                       | 8 de outubro de 2018    | 7.18                |
| Nos turnos de 36 horas, Shaun e Morgan gerenciam a sala de emergência na ausência do Dr. Lim, enquanto Claire e Alex ajudam o Dr. Melendez. Melendez realiza uma cirurgia para tratar a endometriose de uma mulher e restaurar sua fertilidade. Sua condição é mais grave do que a realizada, e a cirurgia planejada de uma hora se estende a mais de 22 horas; aumentam as tensões entre Melendez, Claire e a enfermeira Flores. Quando um procedimento arriscado é a única maneira de evitar uma histerectomia, o marido da paciente se recusa a tomar uma decisão; ele cede a responsabilidade a Claire, que anula a decisão de Melendez; eles realizam a histerectomia. Convocados antes do Dr. Andrews por causa de suas discussões, Melendez, Claire e Flores só elogiam um ao outro. Shaun e Morgan extraem com segurança uma lâmpada da boca de uma criança e tratam um jovem cujo priapismo revela um abscesso. No tribunal de trânsito, Lim não consegue obter uma multa e é preso por desrespeito ao tribunal; mais tarde, ela é chamada para operar o abscesso, interrompendo um encontro com o promotor. Shaun pede desculpas a Lea; mas ela o critica por machucá-la e por não retribuir sua amizade. Glassman acorda de sua cirurgia bem-sucedida e tem uma visão de sua filha morta, Maddie.                                                                                        |              |                            |                      |                                                                       |                         |                     |
| 22 | 4            | "Tough Titmouse"           | Steven DePaul        | David Hoselton                                                        | 15 de outubro de 2018   | 6.68                |
| Mac, um garoto com síndrome do X frágil, fere a si e à mãe, Nicole. Alex e Shaun acreditam que Nicole deve enviar Mac para uma casa de grupo; por recomendação de Melendez, Nicole concorda. Shaun se lembra de ter vivido com uma mãe adotiva que amava muito e que ficou doente terminal. Dr. Lim, Claire e Morgan tratam Kitty; seus pais, reprovando uma cirurgia arriscada que poderia preservar o atletismo de Kitty, obtêm uma declaração de incompetência médica e autorizam um procedimento mais seguro que pode deixá-la desativada. Kitty repudia seus pais; Claire tenta reconciliá-los, mas ninguém muda sua decisão. Claire e Melendez discutem como sua bagagem influencia seus conselhos. Claire lutou com sua mãe irresponsável, e a irmã de Melendez, desafiada pelo desenvolvimento, Gabi vive em uma casa de repouso. A filha de Glassman, Maddie, que se tornou uma consumidora de maconha quando adolescente, morreu quando Glassman a trancou à noite como punição; Glassman tem um confronto emocional com a alucinação de Maddie, e eles confirmam seu amor mútuo. Shaun luta para fazer as pazes com Lea, conseguindo apenas quando pergunta o que aconteceu em Hershey. Lea fica surpresa ao saber que Shaun alugou um apartamento de dois quartos para eles compartilharem.                                                                                             |              |                            |                      |                                                                       |                         |                     |
| 23 | 5            | "Carrots"                  | Sharat Raju          | Liz Friedman                                                          | 29 de outubro de 2018   | 6.79                |
| Lim trata Wade que, devido à doença de Crohn e a uma fístula, deve ter seu desvio gástrico invertido. Wade mantém em segredo a obesidade passada de seu marido, Spencer. Os divorciados Alex e Lim discordam da honestidade conjugal; Alex considera isso mais importante. Wade diz a Spencer que ele manteve o segredo porque Spencer zombou de seus amigos acima do peso. Spencer admite a Alex sua inquietação em saber que Wade poderia recuperar o peso. Melendez trata Louisa, uma mãe anoréxica que sofre de insuficiência mitral; sua doença mental impede o ganho de peso que ela precisa antes da cirurgia. Melendez quer operar apesar dos riscos, rejeitando a sugestão de Claire de estimulação cerebral profunda; ela apresenta a opção a Louisa, que a solicita. Melendez é o voto decisivo do DBS no conselho de revisão, mas ele remove Claire de sua equipe por não aceitar sua decisão enquanto diz a ela que foi Andrews quem votou contra ela. Depois do DBS, Louisa quer comer, mas se sente menos ligada ao filho, um risco que ela entendeu e aceitou. Glassman é muito autoconsciente para tentar andar até Shaun levar Debbie para convencê-lo, fazendo Shaun duvidar de sua importância para Glassman. Shaun e Lea conversam com seu medo de que morar junto prejudique sua amizade platônica; ela finalmente concorda em se mudar para o novo apartamento com ele.      |              |                            |                      |                                                                       |                         |                     |
| 24 | 6            | "Two-Ply (or Not Two-Ply)" | Tara Nicole Weyr     | Simran Baidwan                                                        | 5 de novembro de 2018   | 6.53                |
| Agora, trabalhando com o Dr. Lim, Claire trata uma adolescente, Riley, por problemas respiratórios graves. Os pais de Riley acreditam que ela está ficando doente por causa do divórcio, mas Claire suspeita de um tumor. Quando a condição de Riley piora, Claire convence seus pais a permitir uma cirurgia exploratória; Park inicialmente duvida de Claire, mas finalmente a ajuda. Eles descobrem e removem um Lego inalado do pulmão de Riley; sua doença de anos foi uma resposta imune ao objeto estranho. Shaun e Morgan discordam sobre o tratamento de Jas, uma violinista: Shaun acredita que ela tem bactérias comedoras de carne que Morgan, um ex-arqueiro, reluta em testar, pois, se errado, pode arruinar a carreira de Jas. A hesitação de Morgan faz com que sejam forçados a amputar o braço de Jas quando sua condição piora. Melendez aconselha Morgan, devastada por seu erro, que ela e Shaun têm forças diferentes, assim como ele e o Dr. Lim durante sua residência. Debbie ajuda Glassman a se recuperar em casa, mas ele pede que ela saia depois de ser ferido quando eles tentam intimidade. Shaun e Lea lutam como novas colegas de quarto. Glassman diz a Lea, se ela não pode ser a colega de quarto de Shaun, ela deve se mudar imediatamente; para o deleite de Shaun, Lea se compromete a resolver seus conflitos e dividir o apartamento.                    |              |                            |                      |                                                                       |                         |                     |
| 25 | 7            | "Hubert"                   | Marisol Adler        | David Renaud                                                          | 12 de novembro de 2018  | 6.53                |
| A colega de quarto de Claire na faculdade, Kayla, tem câncer de ovário terminal; Claire convence o Dr. Melendez a executar um procedimento de alívio da dor e surge uma opção de tratamento que prolonga a vida. Por insistência de Kayla, Claire trabalha na equipe de Melendez com Alex. Kayla pede a seu marido Dash e Claire para namorar se ela morrer, e os envia para jantar juntos. Kayla quer que Dash seja atendido e Claire abra seu coração. Claire acusa Kayla de estar controlando; durante o segundo procedimento, Claire tem uma complicação. Claire e Kayla fazem as pazes; Claire pede que Kayla se concentre em si mesma. Claire e Melendez se elogiam, mas concordam em não trabalhar diretamente juntos. Dr. Lim, Shaun e Morgan tratam Santiago, que precisa de um transplante de rim. Seu irmão perfeito, Armando, doará apenas se Santiago vender os negócios da família, garantindo liberdade econômica a Armando. Shaun leva os irmãos a discutir o legado de seu pai. Armando doa o rim sem condição, melhorando seu relacionamento. Dr. Glassman sofre um lapso de memória. O novo peixe de Shaun e Lea, Hubert morre; Lea é lembrada do fracasso de seu relacionamento profissional e pessoal com seu irmão em Hershey. Shaun conforta Lea ao provar que Hubert morreu de um parasita não relacionado a seus cuidados; eles pegam um peixe novo.                       |              |                            |                      |                                                                       |                         |                     |
| 26 | 8            | "Stories"                  | Michael Patrick Jann | Sal Calleros                                                          | 19 de novembro de 2018  | 6.84                |
| Morgan e Park tratam Finn, cujos pais não acreditam em vacinas. Finn tem diastematomielia, uma medula espinhal congênita. Durante o tratamento de Finn, sua mãe Bethany permite que Park vacine-o. Finn é tratada com sucesso, mas Bethany agiu sem o conhecimento do marido, ameaçando o casamento. Em um esforço fracassado para reconciliá-los, Park emocionalmente conta ao marido uma história (que Park mais tarde afirma ser falsa) de uma família que fraturou quando um casal não conseguiu abordar a desonestidade da esposa. Shaun e Claire tratam Todd e Dawn, um casal cujo carro bateu. A gravidez ectópica abortada de Dawn revela sua infidelidade, pois Todd fez uma vasectomia. Claire determina que um tumor eliminou as inibições de Dawn; é removido, mas Todd perdoa Dawn apenas depois que Claire ressalta que, apesar de agir com todo impulso, Dawn nunca o deixou, mostrando que ela realmente ama Todd. Com Claire procurando outros empregos, o Dr. Andrews diz que a saída de Claire colocaria em risco a promoção de Melendez. Para que Melendez possa evitar escolher entre desobedecer ordens e parecer fraco, Claire faz um pedido de desculpas abertamente insincero; ele a restaura à sua equipe. A pedido do Dr. Glassman, Shaun testa sua memória em particular. Glassman não consegue se lembrar do nome do irmão de Shaun, confirmando os lapsos.            |              |                            |                      |                                                                       |                         |                     |
| 27 | 9            | "Empathy"                  | Joanna Kerns         | Karen Struck                                                          | 26 de novembro de 2018  | 6.67                |
| Claire e Morgan tratam George, um pedófilo que nunca agiu sob seus desejos. Os hormônios que suprimem seus impulsos causaram um derrame; ele deve interrompê-los. Ele mutila o escroto e pede aos médicos que o castrem. Claire e Morgan finalmente concordam, mas eles e o Dr. Melendez devem reparar seus testículos para evitar uma testosterona insondável. George comete suicídio; Morgan sugere que o resultado é satisfatório. Alex e Shaun tratam Billy, um criminoso juvenil severamente espancado. Alex quer reparar um velho dente na testa de Billy, causado pelo abuso do pai, que levou aos espancamentos; Dr. Lim inicialmente se opõe ao procedimento cosmético desnecessário, mas aceita a abordagem simplificada de Shaun. Shaun rejeita os elogios de Billy, porque Billy sofreu uma complicação perigosa. Alex revela que Billy estava planejando suicídio; Shaun salvou a vida de Billy e exibiu empatia, uma área que Shaun considera uma deficiência. Allegra exige que Andrews escolha um novo chefe de cirurgia. Depois de considerar inicialmente entre Melendez e Lim, Andrews finalmente mantém o título; Melendez e Lim mais tarde concordam em ser aliados em vez de concorrentes. Shaun tira a carteira de motorista de Glassman. Lea ensina Shaun a dirigir, usando metáforas cirúrgicas defeituosas, mas eficazes, para que Shaun possa transportar Glassman.      |              |                            |                      |                                                                       |                         |                     |
| 28 | 10           | "Quarantine"               | Mike Listo           | Liz Friedman & Lloyd Gilyard Jr.                                      | 3 de dezembro de 2018   | 6.12                |
| Depois de dormirem juntos, os drs. Lim e Melendez concordam em não fazê-lo novamente, apesar de ambos terem gostado. O pronto-socorro e sua sala de espera ficam em quarentena depois que dois pacientes, viajantes que retornam da Malásia, morrem de uma doença respiratória viral. Os que estão em quarentena incluem Shaun, Morgan, Lim e o filho separado de Alex, Kellan. Morgan trata Tyler, um paramédico infectado com quem ela compartilha um romance em desenvolvimento; Tyler morre apesar dos esforços apaixonados de Morgan. Lim é infectada e se isola. A obstrução intestinal do shopping Santa Pete requer cirurgia sem o benefício de equipamento padrão; Lim entra em colapso enquanto fala com Morgan durante uma parte vital da cirurgia. Shaun também entra em colapso, sobrecarregado pela sobrecarga sensorial. Kellan sofre um ataque de asma, causando pânico quando os pacientes pensam que ele está infectado com o vírus. Em outros lugares do hospital, Melendez e Claire lutam para manter vivo o paciente com leucemia Chris. O doador de medula de Chris, seu pai, Bob, está preso em quarentena; Chris flatlines e Melendez e Claire lutam para revivê-lo, apesar do DNR de Chris. Com Shaun indisponível, Lea leva o Dr. Glassman para uma ressonância magnética para verificar o status de seu câncer; confirma-se que seu tumor retornou.                      |              |                            |                      |                                                                       |                         |                     |
| 29 | 11           | "Quarantine Part Two"      | Mike Listo           | Simran Baidwan & Mark Rozeman                                         | 14 de janeiro de 2019   | 6.26                |
| Morgan revive Shaun fazendo com que ele se concentre na condição de Santa Pete; com a ajuda de Shaun, Morgan conclui com sucesso a cirurgia. Melendez e Claire revivem o paciente e inventam uma maneira de realizar o transplante de medula óssea com a ajuda de Andrews. Park quebra a quarentena para tratar o ataque de asma de Kellan e extrai a medula óssea de Bob com a ajuda do veterinário aposentado Esther; o transplante é um sucesso, mas Bob morre de complicações. Mais tarde, Esther transmite os arrependimentos finais de Bob a seu filho. Morgan trata Doctor Lim usando oxigenação por membrana extracorpórea, que é bem-sucedida e ela sobrevive. Morgan percebe que a máscara rasgada de Tyler o levou a ficar doente e o vírus não está no ar; ninguém mais contrai o vírus e a quarentena é levantada mais tarde. Viola grávida sofre complicações, forçando Shaun a realizar uma cesariana. Com a ajuda de Kellan, Shaun salva mãe e filho. Inspirado pelos arrependimentos de Bob, Park se reconcilia com Kellan e permite que sua ex-esposa o conforte quando ela chegar. Glassman descobre que seu câncer não retornou, mas que ele tem meningite, explicando sua perda de memória. Glassman e Lea discutem sobre contar a Shaun e seus respectivos papéis em sua vida; Glassman escolhe contar a verdade a Shaun no final e eles compartilham um abraço raro.         |              |                            |                      |                                                                       |                         |                     |
| 30 | 12           | "Aftermath"                | Dawn Wilkinson       | Thomas L. Moran                                                       | 21 de janeiro de 2019   | 6.27                |
| Após a quarentena, o governador ordena uma revisão do hospital; o investigador manifesta preocupação por Andrews manter sua dupla função e recomenda Shaun, Lim e Melendez ao conselho médico para suspensão da licença por suas ações. Com o pronto-socorro fechado para limpeza, Park passa o dia com sua ex-mulher Mia e o filho Kellan, Morgan e Claire passando o dia ajudando a mãe de Claire a arrumar o apartamento, e Shaun e Glassman passam o dia com Lea. Park e Mia decidem trabalhar para reparar seu relacionamento. Morgan e Claire confrontam o namorado da mãe de Claire, a quem ela afirma vencê-la, apenas para descobrir que ele nunca a abusou; ela está em pânico porque ele propôs a ela. Claire convence a mãe a trabalhar no relacionamento romântico. Morgan admite que está triste com a morte de Tyler. Claire está impressionada que Morgan, que já teve um perseguidor, carrega com confiança uma arma e não recua. Glassman decide acelerar seu tratamento após um dia divertido, enquanto Shaun descobre que Lea tem um namorado, Jake. A noite de Lim e Melendez juntos complica as coisas para eles; eles finalmente admitem sentimentos mútuos; devido aos procedimentos legais, eles decidem manter um relacionamento secreto. |              |                            |                      |                                                                       |                         |                     |
| 31 | 13           | "Xin"                      | David Straiton       | Brian Shin                                                            | 28 de janeiro de 2019   | 6.58                |
| Claire, Park e Melendez tratam uma paciente idosa, Sunny, com uma filha biológica afastada, Grace, e uma filha substituta, Teresa. O coração mecânico de Sunny está com defeito; com sua condição se deteriorando, os médicos são forçados a operar, em vez de enviar Sunny para seu médico na China; a cirurgia é um sucesso. Depois, com o apoio de Park e Teresa, Sunny e Grace começam a consertar o relacionamento. Ao mesmo tempo, Lim, Morgan e Shaun tratam uma paciente autista, Lana, cujo aneurisma cerebral requer uma cirurgia, durante a qual Lana deve estar acordada e conversando para que os médicos possam avaliar sua função cerebral. Shaun e Morgan tentam recrutar a colega de quarto de Lana Javi, com quem ela tem um relacionamento sexual superficial. Javi, também autista, supera sua sensibilidade à luz para estar presente na sala de cirurgia, tornando a cirurgia um sucesso; Javi admite seu amor por Lana. Ao mesmo tempo, Shaun luta com Lea tendo um namorado. Shaun e Lea reconhecem que melhoram a vida um do outro; ele concorda em dar a ela a privacidade necessária com Jake. As tentativas arrogantes de Shaun de ajudar um Glassman doente a levar a uma briga. Seguindo o conselho de Lea, Shaun age como um amigo solidário e não como médico, o que Glassman aprecia.                                                                              |              |                            |                      |                                                                       |                         |                     |
| 32 | 14           | "Faces"                    | Allison Liddi-Brown  | David Hoselton                                                        | 4 de fevereiro de 2019  | 5.96                |
| Uma menina de quatorze anos, Karin, é deixada com morte cerebral após um acidente de carro e Andrews pede à mãe de Karin, Shannon, que consente em um transplante de rosto para Molly, cujo rosto foi destruído por um tiro acidental. Shannon consente apenas depois que Claire arranja para Shannon encontrar Molly. Melendez, Lim, Andrews, Morgan, Park e Claire realizam um transplante bem-sucedido. Melendez e Lim questionam seu relacionamento, com Lim preocupado com o fato de Melendez ter diferido de maneira incomum para ela, em detrimento do tratamento inicial de Karin; eles decidem não terminar. Shannon se une a Molly e seus pais; O pai de Shannon e Molly se culpam pelos danos que suas filhas sofreram. Shaun tira o dia de folga para ajudar Glassman, levando os dois a ficarem chapados com a maconha medicinal de Glassman. Como resultado, Shaun, Glassman e um motorista do Uber empreendem uma busca bem-sucedida para localizar Robin, uma mulher com quem Glassman se apaixonou no ensino médio, para que ele possa se desculpar por um comentário cruel que escreveu em seu anuário. A experiência faz Shaun reexaminar seus próprios sentimentos por Lea e ele admite a Glassman que "não está bem" com o relacionamento de Lea com seu namorado Jake. |              |                            |                      |                                                                       |                         |                     |
| 33 | 15           | "Risk and Reward"          | Freddie Highmore     | História por : David Renaud Roteiro por : Liz Freidman & David Renaud | 18 de fevereiro de 2019 | 6.23                |
| Glassman passa por quimioterapia e rejeita as propostas sociais de Larry. Mais tarde, ele abraça o câncer como uma identidade e socializa com Candice, paciente de Larry e leucemia. O novo chefe de cirurgia do hospital, o doutor Jackson Han, designa Melendez para realizar testes em Minesh, um rico empresário que deseja uma avaliação completa. Melendez encontra um tumor na perna com 95% de chance de ser benigno; mas se maligna, Minesh logo morreria sem cirurgia arriscada. Minesh decide se submeter à cirurgia; o tumor é removido com sucesso, mas Minesh manca permanentemente. Minesh decide não aprender os resultados da biópsia; Melendez segue o exemplo. Lim, Shaun e Claire tratam Perséfone, um recém-nascido com defeitos congênitos potencialmente fatais no coração e no intestino. Shaun diz à mãe de Perséfone que seus antidepressivos podem ter causado os defeitos; Claire e Lim defendem Shaun para um Han indignado. Depois que uma cirurgia complexa é aparentemente um fracasso, Shaun tem uma inspiração repentina que salva Perséfone. As habilidades de diagnóstico de Shaun impressionam Han, que o transfere para a patologia - contra os desejos de Shaun - para que ele possa salvar pacientes sem interagir com eles. |              |                            |                      |                                                                       |                         |                     |
| 34 | 16           | "Believe"                  | Alrick Riley         | Sal Calleros & Karen Struck                                           | 25 de fevereiro de 2019 | 6.36                |
| Glassman completa sua quimioterapia e tenta renovar seu relacionamento com Debbie. No entanto, magoada por Glassman afastá-la enquanto estava doente, Debbie o rejeita. Melendez, Claire e Morgan tratam Clarence, um pastor com câncer na medula espinhal que se recusa a uma fusão espinhal para corrigir sua dor, pois Clarence se culpa pelo suicídio de um paroquiano e acha que ele merece a dor. Depois que o câncer de Clarence desaparece sem uma explicação médica, Claire, que perdeu a fé em algum momento, convence Clarence a ter a fusão da coluna vertebral. Lim e Park tratam Sadie, uma jovem que teve a premonição de que iria morrer e que parece ter um tumor cerebral inoperável e agressivo. Shaun, tentando se ajustar ao trabalho em patologia, percebe que Sadie pode ter sido diagnosticada incorretamente; ele faz Han testá-la novamente, provando a hipótese de Shaun de que Sadie tem um parasita tratável. Han credita publicamente Shaun como o patologista que salvou a vida de Sadie. Shaun solicita seu antigo emprego de volta, mas Han apresenta a capacidade única de Shaun de diagnosticar corretamente Sadie como prova de que Shaun pertence à patologia. |              |                            |                      |                                                                       |                         |                     |
| 35 | 17           | "Breakdown"                | Mike Listo           | Thomas L. Moran & Lloyd Gilyard, Jr.                                  | 4 de março de 2019      | 6.73                |
| Han se reúne com o conselho de revisão médica sobre os eventos da quarentena e chega a um acordo em que o hospital pagará algumas multas e Shaun, Lim e Melendez terão que assistir a algumas aulas, mas, de outra forma, não terão problemas. Os resultados finais dos testes de Glassman mostram que ele é completamente livre de câncer; depois que Glassman lhe dá um presente pessoal em agradecimento, o Dr. Blaize sugere que sua provação mudou Glassman para melhor. Lim trata a filha recém-nascida de sua velha amiga Laura, que apresenta sinais de síndrome do bebê abalado; Shaun determina que era uma complicação de nascimento, não abuso. Melendez reúne uma grande equipe para tratar Kenny, um jovem com um tumor de 200 quilos em torno de seu corpo. Quando surgem complicações, Melendez insiste em trazer Shaun para consultar; Shaun é capaz de encontrar uma maneira de concluir a operação com segurança, mas continua a ser excluído da cirurgia. Graças a Shaun, a cirurgia é um sucesso. Shaun sofre um colapso emocional e exige seu emprego de volta a Han de uma maneira que leva Han a demiti-lo. Depois que Laura a acusa de falta de vulnerabilidade e compromisso, Lim decide tornar pública sua relação com Melendez e vai até Andrews com ele. |              |                            |                      |                                                                       |                         |                     |
| 36 | 18           | "Trampoline"               | David Shore          | David Shore & David Hoselton & Mark Rozeman                           | 11 de março de 2019     | 7.78                |
| Morgan e Park tratam um paciente idoso, Ida; Alex prova que Ida está fingindo sintomas pós-cirurgia, mas pede desculpas a ela depois que Morgan pesquisa a vida triste e solitária de Ida. Shaun pula uma entrevista de emprego para beber em um bar onde sua divagação faz com que outro consumidor, Zack, o ataque; Zack então cai. Um Shaun envergonhado esconde a briga; Carly, seu antigo colega de patologia, discretamente o ajuda a diagnosticar seus próprios ferimentos internos. Shaun percebe que Zack foi mal diagnosticado; Shaun cai, aparentemente dizendo "trampolim". Com Shaun inconsciente, Claire replica com sucesso o processo de pensamento de Shaun e diagnostica Zach com treponema, salvando-o. Shaun se recupera. Andrews defende Shaun para um Han imóvel. Correndo o risco de sua própria carreira, Andrews despede Han e contrata Shaun. Glassman propõe a Debbie; ela recusa, mas depois aceita. Claire treina Shaun sobre como convidar uma mulher para sair e diz que ele crescerá devido a seus fracassos. Shaun convida Carly para sair; ela diz que sim. Lim e Melendez tornam seu relacionamento público, mas a demissão de Han significa que um deles pode se tornar Chefe de Cirurgia, necessitando de uma separação. Eles concordam que nenhum deles deve recusar a posição; Melendez revela que já sabe que Andrews escolheu Lim; Aoki liga com a oferta. |              |                            |                      |                                                                       |                         |                     |

## Produção

### Casting
Em abril de 2018, foi revelado que Will Yun Lee, Fiona Gubelmann, Christina Chang e Paige Spara haviam sido promovidos a personagens regulares da série para a segunda temporada, depois de desenvolverem papeis recorrentes na primeira temporada como Alex, Morgan, Audrey e Lea, respectivamente. Além disso, foi anunciado que Chuku Modu não retornaria para a segunda temporada. Em 19 de setembro de 2018, foi anunciado que Beau Garrett havia deixado a série à frente da estreia da segunda temporada.
Em janeiro de 2019, foi anunciado que o produtor executivo Daniel Dae Kim havia sido escalado para um papel recorrente durante a segunda temporada.

## Audiência
| №  | Título                     | Exibição original       | Rating/share (18–49) | Audiência (em milhões) | DVR (18–49) | Audiência em DVR (milhões) | Total (18–49) | Audiência total (em milhões) |
| -- | -------------------------- | ----------------------- | -------------------- | ---------------------- | ----------- | -------------------------- | ------------- | ---------------------------- |
| 1  | "Hello"                    | 24 de setembro de 2018  | 1.3/6                | 7.35                   | 1.7         | 6.78                       | 3.0           | 14.13                        |
| 2  | "Middle Ground"            | 1 de outubro de 2018    | 1.1/5                | 7.18                   | 1.5         | 6.14                       | 2.6           | 13.34                        |
| 3  | "36 Hours"                 | 8 de outubro de 2018    | 1.1/5                | 7.18                   | 1.4         | 6.04                       | 2.5           | 13.22                        |
| 4  | "Tough Titmouse"           | 15 de outubro de 2018   | 1.1/5                | 6.68                   | 1.3         | 5.76                       | 2.4           | 12.44                        |
| 5  | "Carrots"                  | 29 de outubro de 2018   | 1.0/5                | 6.79                   | 1.3         | 5.87                       | 2.3           | 12.66                        |
| 6  | "Two-Ply (or Not Two-Ply)" | 5 de novembro de 2018   | 1.0/4                | 6.53                   | 1.5         | 6.24                       | 2.5           | 12.81                        |
| 7  | "Hubert"                   | 12 de novembro de 2018  | 1.0/5                | 6.53                   | 1.3         | 5.66                       | 2.3           | 12.19                        |
| 8  | "Stories"                  | 19 de novembro de 2018  | 1.1/5                | 6.84                   | 1.3         | 5.64                       | 2.4           | 12.50                        |
| 9  | "Empathy"                  | 26 de novembro de 2018  | 1.0/5                | 6.67                   | 1.3         | 5.55                       | 2.3           | 12.22                        |
| 10 | "Quarantine"               | 3 de dezembro de 2018   | 1.1/6                | 6.12                   | 1.2         | 5.47                       | 2.3           | 11.61                        |
| 11 | "Quarantine Part Two"      | 14 de janeiro de 2019   | 1.2/6                | 6.26                   | 1.5         | 6.16                       | 2.7           | 12.42                        |
| 12 | "Aftermath"                | 21 de janeiro de 2019   | 1.2/5                | 6.27                   | 1.2         | 5.87                       | 2.4           | 12.15                        |
| 13 | "Xin"                      | 28 de janeiro de 2019   | 1.1/5                | 6.58                   | 1.4         | 6.22                       | 2.5           | 12.80                        |
| 14 | "Faces"                    | 4 de fevereiro de 2019  | 1.0/5                | 5.96                   | 1.4         | 6.05                       | 2.4           | 12.01                        |
| 15 | "Risk and Reward"          | 18 de fevereiro de 2019 | 1.1/5                | 6.23                   | 1.3         | 5.92                       | 2.4           | 12.15                        |
| 16 | "Believe"                  | 25 de fevereiro de 2019 | 1.1/5                | 6.36                   | 1.4         | 6.05                       | 2.5           | 12.41                        |
| 17 | "Breakdown"                | 4 de março de 2019      | 1.1/5                | 6.73                   | 1.3         | 5.74                       | 2.4           | 12.47                        |
| 18 | "Trampoline"               | 11 de março de 2019     | 1.3/6                | 7.78                   | 1.3         | 5.62                       | 2.6           | 13.41                        |